# Bornholmeren
Bornholmeren (oprindeligt Bornholms Social-Demokrat) var et dansk socialdemokratisk dagblad, der udkom i Rønne fra 1902 til 1994.
Avisen ændrede navn i 1951. De første år var præget af massiv fremgang blandt Bornholms mange lavtlønnede arbejdere i fiskeri og stenbrud. Fra 1913 til 1940 var avisens oplag lige så stort som Bornholms Tidende og i 1920-1926 var Bornholmeren den største. Oplaget raslede ned efter 2. verdenskrig, og i 1993 kom avisen kun i 5.500 eksemplarer. En af chefredaktørerne var Søren Wolff.
A-Pressen lukkede både Bornholmeren og Ny Dag på Lolland med én dags varsel i oktober 1994. Selv om Bornholmeren gav overskud.